# Gruppo di IC 1723
Il Gruppo di IC 1723 è un raggruppamento che comprende almeno 19 galassie situate nella costellazione dei Pesci e dell'Ariete. La distanza del centro di massa di questo gruppo e la nostra Via Lattea è di circa 238 milioni di anni luce (72,9 Mpc).
Alcune di queste galassie erano state incluse da Garcia nel Gruppo di NGC 673, mentre altre erano state incluse da Mahtessian nel Gruppo di NGC 671. Tutte le galassie dei due gruppi sono ora state riunite in un unico gruppo denominato Gruppo di IC 1723, dal nome della galassia più grande del gruppo.

## Membri
La tabella seguente riporta le galassie incluse in tre differenti liste. Quattro galassie provengono dal Gruppo di IC 1723 indicato da Mahtessian (abbreviato in Ma, nella lista), tre provengono dal Gruppo di NGC 671 dello stesso autore (Mb, nella lista) e le altre dal Gruppo di NGC 673 di Garcia (G, nella lista).
| Nome     | Lista | Costellazione | Tipo         | Classificazione        | RA (J2000.0)  | DEC (J2000.0) | Velocità radiale (km/s) | Magnitudine apparente  | Distanza (Mpc) | Dimensioni (kal) |
| -------- | ----- | ------------- | ------------ | ---------------------- | ------------- | ------------- | ----------------------- | ---------------------- | -------------- | ---------------- |
| IC 1723  | Ma    | Pesci         | Sb           | Spirale                | 01h 13m 14.2s | 08° 53′ 22″   | 5534 ± 1                | 13,1                   | 77,3 ± 5,4     | 208              |
| IC 156   | Ma, G | Pesci         | (R)SAB(rs)a? | Spirale intermedia     | 01h 45m 29.2s | 10° 33′ 10″   | 5249 ± 6                | 13,5                   | 73,1 ± 5,1     | 128              |
| IC 162   | Ma, G | Pesci         | S0           | Lenticolare            | 01h 48m 53.4s | 10° 31′ 18″   | 5160 ± 31               | 12,7                   | 71,9 ± 5,1     | 122              |
| NGC 665  | Ma, G | Pesci         | (R)S0^0      | Lenticolare            | 01h 44m 56.1s | 10° 25′ 23″   | 5462 ± 20               | 12,2                   | 76,2 ± 5,4     | 107              |
| NGC 671  | Mb    | Ariete        | S?           | Spirale                | 01h 46m 59.2s | 13° 07′ 30″   | 5505 ± 3                | 13,3                   | 76,9 ± 5,4     | 123              |
| NGC 673  | Ma, G | Ariete        | SAB(s)c      | Spirale intermedia     | 01h 48m 22.4s | 11° 31′ 17″   | 5183 ± 2                | 12,6                   | 72,2 ± 5,1     | 138              |
| NGC 677  | Mb, G | Ariete        | E            | Ellittica              | 01h 49m 14.0s | 13° 03′ 19″   | 5075 ± 2                | 12,2                   | 70,6 ± 5,0     | 153              |
| NGC 683  | G     | Ariete        | S?           | Spirale                | 01h 49m 46.7s | 11° 42′ 05″   | 5260 ± 6                | 13,6                   | 73,3 ± 5,1     | 73               |
| UGC 1209 | G     | Pesci         | Sdm?         | Spirale magellanica    | 01h 43m 45.0s | 12° 09′ 49″   | 4891 ± 4                | 13,4 ± 0,3             | 67,8 ± 4,8     | 99               |
| UGC 1237 | G     | Pesci         | Sab          | Spirale                | 01h 45m 54.9s | 09° 49′ 23″   | 5207 ± 1                | 11,95                  | 72,5 ± 5,1     | 120              |
| UGC 1255 | G     | Pesci         | Sdm          | Spirale magellanica    | 01h 47m 37.2s | 11° 20′ 38″   | 5219 ± 1                | 14,89                  | 72,7 ± 5,1     | 85               |
| UGC 1260 | Mb    | Ariete        | (R')SB(s)a   | Spirale barrata        | 01h 48m 33.1s | 12° 36′ 50″   | 5483 ± 2                | 13,69                  | 76,6 ± 5,4     | 67               |
| UGC 1261 | G     | Ariete        | Scd?         | Spirale                | 01h 48m 33.5s | 13° 25′ 51″   | 5015 ± 3                | 12,60                  | 69,7 ± 4,9     | 85               |
| UGC 1262 | G     | Ariete        | Im           | Irregolare magellanica | 01h 48m 34.4s | 13° 42′ 05″   | 5077 ± 2                | 14,891 ± 0,017         | 70,6 ± 5,0     | 87               |
| UGC 1263 | G     | Ariete        | S?           | Spirale                | 01h 48m 33.4s | 10° 34′ 16″   | 5259 ± 5                | 12,175 ± 0,052 Near-IR | 73,3 ± 5,1     | 78               |
| UGC 1267 | G     | Pesci         | S0           | Lenticolare            | 01h 48m 53.4s | 10° 31′ 18″   | 5160 ± 31               | 13,46                  | 71,9 ± 5,1     | 122              |
| UGC 1268 | G     | Ariete        | S?           | Spirale                | 01h 51m 02.0s | 13° 17′ 48″   | 5205 ± 7                | 14,26                  | 72,5 ± 5,1     | 56               |
| UGC 1282 | Mb    | Ariete        | S0/a         | Lenticolare            | 01h 49m 29.9s | 12° 30′ 33″   | 5221 ± 25               | 12,9 ± 0,3             | 72,8 ± 5,1     | 113              |
| UGC 1312 | G     | Ariete        | S?           | Spirale                | 01h 51m 02.0s | 13° 17′ 48″   | 5197 ± 1                | 13,981 ± 0,007         | 72,4 ± 5,1     | 107              |

Il sito DeepskyLog permette di trovare agevolmente le costellazioni in cui si trovano le galassie; in alternativa si possono utilizzare le coordinate delle galassie per individuarle. Se non altrimenti indicato, le coordinate sono quelle fornite dal sito NASA/IPAC (National Aeronautics and Space Administration / Infrared Processing and Analysis Center).